# Sacalum

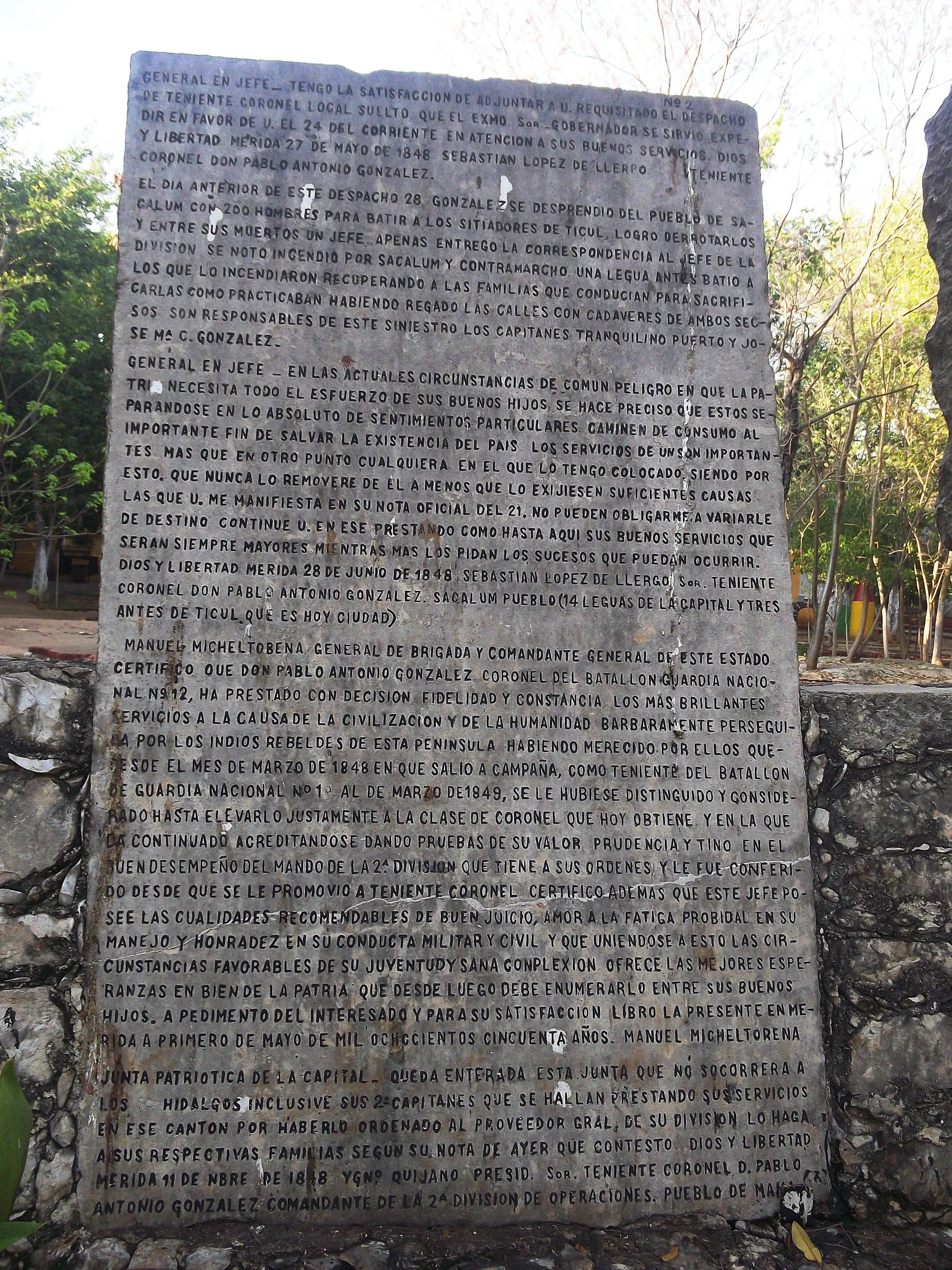
Piedra grabada que narra un episodio de la Guerra de Castas ocurrido en Sacalum.

Sacalum, es una localidad del estado de Yucatán, México, cabecera del municipio homónimo ubicada aproximadamente 18 km al este de Muna y 18 km al noroeste de Ticul.

## Toponimia
El toponímico Sacalum significa en idioma maya tierra blanca.

## Datos históricos
Sacalum está enclavado en el territorio que fue la jurisdicción de los tutul xiues antes de la conquista de Yucatán.
Sobre la fundación de la localidad se sabe que ocurrió en el siglo XVI, poco después de la conquista por los españoles, atribuyéndose el hecho al clérigo franciscano Juan de Santa María. Se asentó después en el lugar una legión de franciscanos que lo abandonaron en 1820 por el decreto de exclaustración. 
Sacalum estuvo integrado al Partido de la Sierra con cabecera en Mama en el año de 1825.
Se constituyó en cabecera del municipio libre homónimo en 1918.

## Sitios de interés turístico
En Sacalum se encuentra  el casco de una exhacienda ganadera denominada San Antonio Sudzil y también la parroquia de San Antonio de Padua construida en el siglo XVIII. 